# Cypa enodis
Cypa enodis är en fjärilsart som beskrevs av Jordan 1931. Cypa enodis ingår i släktet Cypa och familjen svärmare. Inga underarter finns listade i Catalogue of Life.